# Gáll János (politológus)
Gáll János (Székelyudvarhely, 1930. július 23. – Kolozsvár, 2019. június 13.) erdélyi magyar politológus, történész, a tudományos szocializmus tanára és kutatója a kolozsvári egyetemen. Keresztes Erzsébet férje.

## Életútja
Kisiparos családban született. A középiskolát szülővárosában végezte (1949), egyetemi tanulmányait a Bolyai Tudományegyetem történelem–filozófia szakán (1953), majd a leningrádi egyetemen doktorált A Nagy Októberi Forradalmat követő forradalmi fellendülés Erdélyben című munkájával (1958). A kolozsvári egyetemen tudományos szocializmust tanított 1950-től, egyetemi tanár 1978-tól. 1985-ben nyugdíjazták.
A Korunk szerkesztőségének tagja (1963–76). Egyetemi tankönyvek társszerzője és társszerkesztője. Részt vett a Mică enciclopedie de politologie összeállításában (1977). A romániai munkásmozgalom, a marxizmus politikai filozófiája, a tudományos szocializmus és a kortárs politikai doktrínák tárgykörébe tartozó tanulmányai a Látóhatár című gyűjteményes kötetben (1973), a Korunk-évkönyvekben (1974, 1976), a Korunk, Igaz Szó, Utunk, A Hét, Era Socialistă, Studia Universitatis Babeş–Bolyai, Anuarul Institutului de Istorie, Acta Musei Napocensis hasábjain jelentek meg, publicisztikai írásait számos hazai napilap közölte.
Sztranyiczki Gáborral közösen írt munkája: A kommunista párt politikájának ideológiai alapjai. Alapismeretek a tudományos szocializmus köréből. (1979). Ugyancsak Sztranyiczki Gáborral közös munkája A jelenkori polgári politikai doktrinák című.

## Kutatási területe
A romániai és a nemzetközi munkásmozgalom története, politikatudomány, történelemfilozófia.

## Társasági tagság
- Erdélyi Múzeum-Egyesület (EME) tagja

## Művei
- Gáll János–Sztranyiczki Gábor: A Kommunista Párt politikájának ideológiai alapjai. Alapismeretek a tudományos szocializmus köréből; Politikai, Bukarest, 1979
- Gáll János–Sztranyiczki Gábor: Politikai rendszerünk, a forradalmi munkásdemokrácia; Dacia, Kolozsvár-Napoca, 1987
- Társadalmunk időszerű gazdasági-politikai kérdései; szerk. Gáll János, Sztranyiczki Gábor; Kriterion, Bukarest, 1987
- Gáll János–Sztranyiczki Gábor: Kritikai vázlat a jelenkori polgári politikai doktrinákról; Politica, Bucureşti, 1988
- A párt a társadalmi haladás élén; szerk. Gáll János, Sztranyiczki Gábor; Kriterion, Bucureşti, 1988
- Minőség és hatékonyság; szerk. Gáll János, Sztranyiczki Gábor; Kriterion, Bucureşti, 1989